# Железопътна линия Царева ливада – Габрово
Железопътна линия 42 е единична електрифицирана железопътна линия в централна България. В Царева ливада се свързва с жп линия 4 Русе-Разпределителна - Подкова.
По наредбата за категоризация на железопътните линии в Република България попада във II категория. Тържествено е открита от цар Фердинанд I и министъра на обществените сгради, пътищата и съобщенията Антон Франгя на 29 януари 1912 г.
Дължина 17 km. Трасето на линията започва от Царева ливада и е по долината на Дряновска река в продължение на около 2 km. По това трасе линията преминава през четири тунела, от които най-дългият е 262 m. В този участък линията е успоредна на презбалканската линия. Между km 3+000 и km 8+600 е по долината на река Андъка, като преминава над реката в четири места – един стоманен и три сводести моста. Преминава през Стойчовци и Съботковци. Между km 8+600 km и km 10+800 линията следва Русоманския дол, по който диагонално се изкачва, за да премине водораздела между реките Русоманска и Златарска. На 476,5 m н. в. преминава през последния тунел. След това линията е в долината на Златарска река, минава покрай село Иванковци, пресича река Янтра и достига Габрово на 383,27 m н. в.

## История
Строежът ѝ се отдава на търг в края на 1907 г. Построяването ѝ е възложено на предприемача Т. Чакаров за сумата от 2 738 000 лв. Първоначалният план за построяването на железницата е да свърже Габрово с презбалканската линия при Трявна. Поради по-трудния терен и необходимостта от построяване на множество тунели и виадукти то се оскъпява. По изчисления построяването на този клон би струвало 6 724 756 лв. На 7 юли 1897 г. с постановление на Министерския съвет е одобрено трасето и свързването му с главната линия при Царева ливада.
Линията е открита на 29 януари 1912 г. от царя, престолонаследника Борис и министъра на обществените сгради, пътищата и съобщенията. Първият влак е управляван от царя и престолонаследника. До 1954 г. се използват парни локомотиви серия 19. От 1974 г. се използват дизелови локомотиви.
На 11 юни 1984 година е линията взривена, след което са отправени заплахи за взривяване на близкия язовир „Христо Смирненски“ с искане за откуп от 120 хиляди лева. Извършителят скоро е заловен и няма политически мотиви.
През 1990 г. железопътната линия е електрифицирана. В днешно време се обслужва от електромотрисни влакове серия 32.

## Технически съоръжения

### Гари
| име на гарата | приемно-отправни коловози (ПОК) | приемно-отправни коловози (ПОК) | приемно-отправни коловози (ПОК) | осигурителна инсталация |
| име на гарата | брой ПОК                        | максимална полезна дължина      | минимална полезна дължина       | осигурителна инсталация |
| ------------- | ------------------------------- | ------------------------------- | ------------------------------- | ----------------------- |
| Царева ливада | 5                               | 653                             | 416                             | МРЦ                     |
| Габрово       | 2                               | 438                             | 374                             | РУКЗ                    |

### Мостове
| намира се на km | обща дължина, m | изграден от     | препятствие |
| --------------- | --------------- | --------------- | ----------- |
| 5+888           | 19,20           | каменна зидария | река        |
| 6+373           | 19,00           | каменна зидария | река        |
| 6+675           | 18,20           | каменна зидария | река        |
| 6+737           | 17,70           | стомана         | река        |
| 8+740           | 27,40           | каменна зидария | река        |
| 16+269          | 69,00           | каменна зидария | река и път  |

### Тунели
| тунел № | от km  | до km  | дължина, m | построен |
| ------- | ------ | ------ | ---------- | -------- |
| 1       | 1+681  | 1+786  | 105,00     | 1911     |
| 2       | 2+157  | 2+230  | 73,00      | 1911     |
| 3       | 2+270  | 2+346  | 76,00      | 1911     |
| 4       | 2+549  | 2+811  | 262,00     | 1911     |
| 5       | 11+000 | 11+247 | 247,00     | 1911     |

## Галерия
- Договор за построяване на линията
- Договор за построяване на линията
- Договор за построяване, 2-ра страница, източник: ДАА
- Сградата на жп гара Габрово.
- Сградата на жп гара Царева ливада.
- Влак в движение по железопътната линия.